# Hérépian
Hérépian este o comună în departamentul Hérault din sudul Franței. În 2009 avea o populație de 1.503 de locuitori.

## Evoluția populației
| An        | 1975  | 1982  | 1990  | 1999  | 2006  | 2009  |
| --------- | ----- | ----- | ----- | ----- | ----- | ----- |
| Populație | 1.126 | 1.157 | 1.241 | 1.368 | 1.446 | 1.503 |